# Sante Geronimo Caserio
Pour les articles homonymes, voir Caserio.
Sante Geronimo Caserio, né le 8 septembre 1873 à Motta Visconti (Italie) et mort le 16 août 1894 à Lyon (Rhône), est un boulanger, anarchiste et propagandiste par le fait italien. Il est surtout connu pour avoir effectué l'assassinat de Sadi Carnot, président de la République française en exercice, le 24 juin 1894, le dernier attentat de l'Ère des attentats (1892-1894) et un événement important de l'histoire de l'anarchisme en France. Il s'agit aussi d'un attentat anticolonial, Caserio ciblant le président lors de la première exposition coloniale française.
Né dans une famille modeste, Caserio commence à travailler comme boulanger à treize ans à Milan. Il y passe son adolescence et y rencontre des militants anarchistes comme Pietro Gori, qui le poussent dans le mouvement anarchiste italien. Peu à peu, le militant devient un personnage notable des cercles anarchistes milanais et est arrêté puis condamné à de la prison pour avoir distribué des tracts antimilitaristes à des soldats. Il parvient à s'enfuir de cette condamnation et passer en Suisse, puis en France, où il est orienté par d'autres compagnons, avec qui il prend contact. En octobre 1893, Caserio s'installe à Sète où il y côtoie les anarchistes sétois et travaille comme boulanger, puis contracte une maladie vénérienne. Pendant son hospitalisation, le militant qui s'engage dans de la propagande anarchiste  est visité par d'autres militants qui viennent d'aussi loin que Lyon.
En juin 1894, Caserio prend apparemment subitement la décision d'assassiner Sadi Carnot, se rend rapidement à Lyon et se trouve placé à l'endroit précis du trajet où il serait possible de le tuer, ce qu'il fait en le poignardant à mort d'un coup. Son arrestation et la divulgation de son identité provoquent des troubles et des émeutes anti-italiennes importantes à Lyon résultant dans le pillage de plusieurs propriétés lyonnaises possédées par des italiens, comme des bars ou le consulat italien de la ville.
Il assume entièrement la participation de son attentat, déclare avoir agi seul - une position critiquée par des historiens plus récents, qui voient plutôt dans son acte un complot organisé par un petit groupe de militants. Il défend s'être vengé de Carnot en tant que responsable des répressions touchant le mouvement anarchiste français. Condamné à mort par la cour d'assises du Rhône le 3 août, il est guillotiné 13 jours plus tard.

## Biographie

### Jeunesse en Italie
Sante Geronimo Caserio naît le 8 septembre 1873 à Motta Visconti. Il naît dans une famille modeste et est fils de Martina Broglia et d'Antonio Caserio, ouvrier ayant lutté pour l'indépendance de l'Italie contre l'Autriche-Hongrie. Caserio est le benjamin de sa fratrie de cinq, qui comporte aussi une grande sœur et trois grands frères, dont l'aîné est Giovanni Caserio,. Une de ses sœurs meurt jeune. 
Quand il est enfant, il est toujours choisi par le village pour représenter Jean le Baptiste lors de processions catholiques. Caserio sert aussi à la messe comme enfant de chœur. Il va à l'école jusqu'à ses dix ans environ mais arrête car il est « peu doué ». 
À treize ans, Caserio doit trouver un emploi et se rend à Milan pour devenir apprenti boulanger chez Olgiati,. Il est apprécié par celui-ci car il est doué pour faire du pain. Il travaille dans sa boulangerie pendant les années suivantes et, à ses dix-huit ans, rencontre Pietro Gori et Antonio Caspani, des compagnons anarchistes milanais. Caspani influence Caserio et le jeune homme se rallie aux idées anarchistes à son contact. Il commence à fréquenter une auberge anarchiste milanaise, où il fait connaissance d'autres anarchistes, comme Ange Mazzini. Caspani a une confiance en lui importante, ce qu'il lui témoigne en lui donnant son appartement lorsqu'il doit quitter Milan pour Paris, au début 1892, en lui donnant comme mission de poursuivre la propagande anarchiste.
Devenu un personnage notable des milieux anarchistes milanais, il est arrêté par la police italienne le 26 avril 1892 parce qu'il distribue des tracts anarchistes à des soldats devant les casernes de la ville,. Le perquisitionnant à la suite de cette arrestation, la police trouve chez lui un calepin écrit par Caspani comportant une liste d'adresses d'autres anarchistes ; notamment en Suisse (Lugano et Genève) où Caserio envoie des brochures, les policiers trouvent aussi des écrits antimiltaristes de Caserio. Cela suffit aux autorités pour le mettre en accusation il est mis en procès, défendu par Gori. Le 28 novembre 1892, Caserio est condamné à huit mois et dix jours de prison ferme pour la distribution de tracts.
Le jeune homme fait appel de ce jugement et est laissé en liberté provisoire en attendant son deuxième procès ; il se décide alors à s'enfuir du pays et, le 26 janvier 1893, demande un passeport au maire de Motta Visconti, mais celui-ci, au courant de sa condamnation, refuse de le lui fournir. L'anarchiste fait alors probablement appel aux autres compagnons de Milan et se procure un faux passeport, s'en servant pour s'enfuir en Suisse et échappant ainsi à sa seconde condamnation, en juin 1893, à dix mois de prison.

### Exil et passage en France

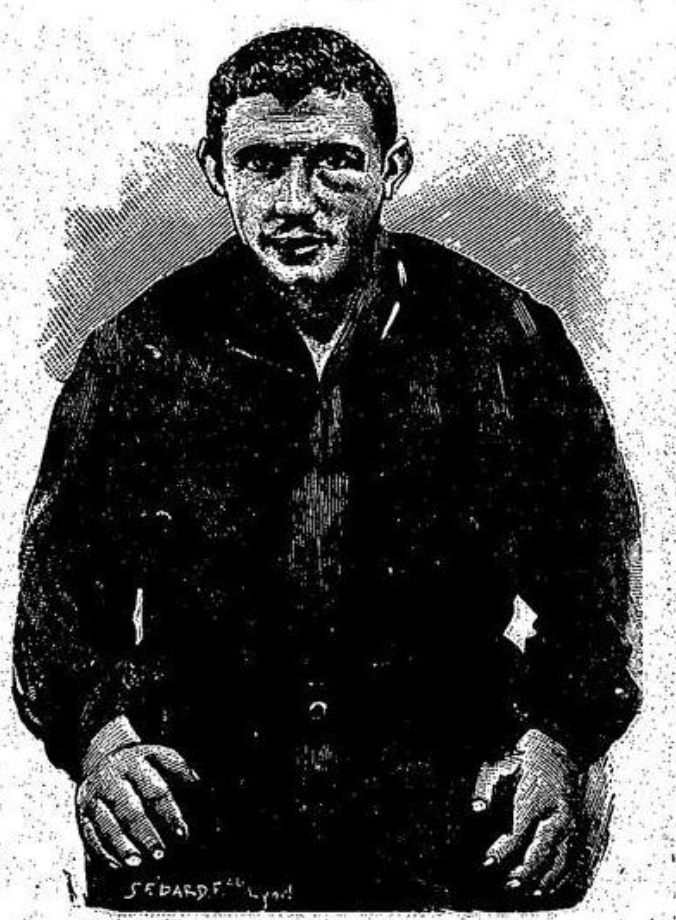
Sante Caserio dans L'Univers illustré (14 juillet 1894)

Caserio rejoint Lugano en Suisse et commence à travailler, le 6 mars 1893, comme boulanger chez Bernadoli. Il est renvoyé de cet emploi le 24 juin 1893 après avoir participé à une grève des boulangers dont il est probablement l'organisateur. De plus, la police suisse commence à être suspicieuse à son sujet, et ses papiers ne sont pas en règle. Il rejoint Lausanne, où il est ami avec un compagnon du nom de Maggi. Puis, il traverse la frontière française depuis la Suisse dans la deuxième moitié du mois de juillet 1893,.  En France, l'anarchiste arrive à Lyon vers le 20 juillet 1893. Caserio loge d'abord au 4 rue de Turenne puis dans un garni rue de la Vierge et enfin un garni rue Pierre Corneille. Pendant ce séjour, il fait la rencontre d'autres compagnons, comme Tiburce Straggiotti (Crispi), expulsé d'Italie comme lui, un certain Prévost (Bavis) et éventuellement Marius Debard. Le jeune homme travaille  comme plâtrier chez trois employeurs différents jusqu'au 9 septembre. Par ailleurs, il ne fréquente pas les cercles anarchistes lyonnais, ne parlant pas français, la police française ignore tout de ses activités ou de sa présence.  
Le 20 septembre 1893, le militant quitte Lyon pour se rendre à Vienne, où il connaît et rencontre quelques compagnons. Certains des militants qu'il rencontre sont notés par la police française comme très radicaux, mais là encore, Caserio échappe à la surveillance des autorités françaises. Il y travaille quelques jours comme boulanger puis quitte la ville pour Sète en octobre 1893 - défendant plus tard ce choix par le fait que le pain produit à Sète serait plus proche du pain italien qu'il sait faire. Là, il est embauché par un boulanger nommé Vialla, qui le loge et l'apprécie car il fait sa charge de travail sans rechigner et qu'il ne boit jamais - il fume cependant beaucoup,. Il s'y lie aussi avec Ernest Saurel, un militant anarchiste sétois, qui traduit sa correspondance, lui fait rencontrer d'autres militants sétois et lui fournit de la presse anarchiste comme Le Père Peinard et Le Révolté,. Il est bien accueilli et son passé militant en Italie lui vaut un certain respect de la part des autres anarchistes sétois.   
Au niveau personnel, Caserio a lu quelques textes de Pierre Kropotkine et d'autres théoriciens anarchistes, qu'il connaît presque par cœur, il apprécie aussi Victor Hugo, aimant sa description de la misère mais le critiquant pour le fait qu'il n'y apporterait pas de solutions. Il présente cependant une personnalité très polarisée et est tourné entièrement vers l'anarchisme. Un des éléments qui montre cet aspect est le fait que dans toutes ses considérations, Caserio ne se lie d'amitié qu'avec d'autres anarchistes. Il ne parle jamais de relations sentimentales dans ses lettres. Il ne parle aussi jamais de femmes. Le seul sujet qu'il aborde autre que des sujets relatifs à l'anarchisme est la fabrication du pain, dans une de ses lettres il se moque de la manière dont les boulangers font du pain en France :   

« Le pain n'est pas fait ici comme en Italie. Que tu rirais si tu nous voyais à l'ouvrage ! Pour préparer une pâte de 100 livres, on commence avec seulement un kilo de pâte mère, et on pétrit pendant cinq heures, ajoutant farine et eau petit à petit jusqu'à ce que la masse atteigne son poids final. »

En décembre 1893, Caserio est handicapé par des éruptions cutanées, il apprend de son médecin qu'il s'agit d'une maladie vénérienne et est hospitalisé en janvier 1894. Caserio milite auprès des autres malades et leur parle de Ravachol et d'Auguste Vaillant, qu'il présente comme des martyrs de la cause anarchiste. Lors de cette hospitalisation, il reçoit la visite de Saurel et d'un autre compagnon sétois du nom de Parodi, Straggiotti se déplace depuis Lyon pour lui rendre visite. Il sort de l'hôpital à la fin de février 1894 et, à partir de ce moment, plus rien de notable ne se produit dans sa vie en apparence jusqu'à son attentat.

### Assassinat de Sadi Carnot

#### Prémices

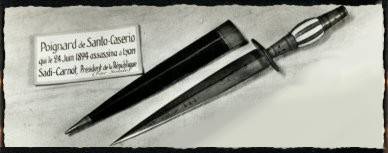
Poignard de Caserio comportant les inscriptions Toledo (Tolède) et Recuerdo (Souvenir) sur chaque lame.

Le 23 juin 1894, Sante Caserio se rend à son travail et se dispute subitement avec son employeur, avec qui il est pourtant en très bons termes jusque là. Vers onze heures, il se rend chez l'armurier Guillaume Vaux et lui achète un poignard. Il se rend seul au café du Gard vers 13h30. Il demande au patron l'horaire et le prix du prochain train allant d'Avignon à Lyon. Puis, l'anarchiste se rend chez Saurel et les deux s'entretiennent - selon Saurel, ils ne discutent que du fait qu'il s'est disputé avec Vialla et qu'il partirait à Montpellier pour chercher du travail.
À 15 heures, Caserio prend le train pour Montpellier - dès qu'il arrive, il se rend chez un anarchiste du nom de Laborie. Il en sort vers 21 heures et prend le train de 23 heures pour Avignon. Il est impossible de savoir ce qu'il fait dans l'intervalle de deux heures. Caserio change plusieurs fois de train, pour perdre une possible filature, et arrive à Vienne au matin. Là, Caserio rencontre trois compagnons au fil de la journée, qui tous assurent par la suite n'avoir discuté avec lui que de choses triviales.  

Il commence alors à se diriger vers Lyon à pied, où Sadi Carnot doit participer à une parade le soir pour l'Exposition universelle, internationale et coloniale de Lyon de 1894, première exposition coloniale française. Son acte à venir s'inscrit dans une poussée anticoloniale assez fréquente au sein de l'anarchisme. En tout cas, vers 15 heures, le 24 juin 1894, il demande à boire à un fermier de Simandres (Isère). Une heure et demie plus tard, il traverse Saint-Syphorien-d'Ozon.  

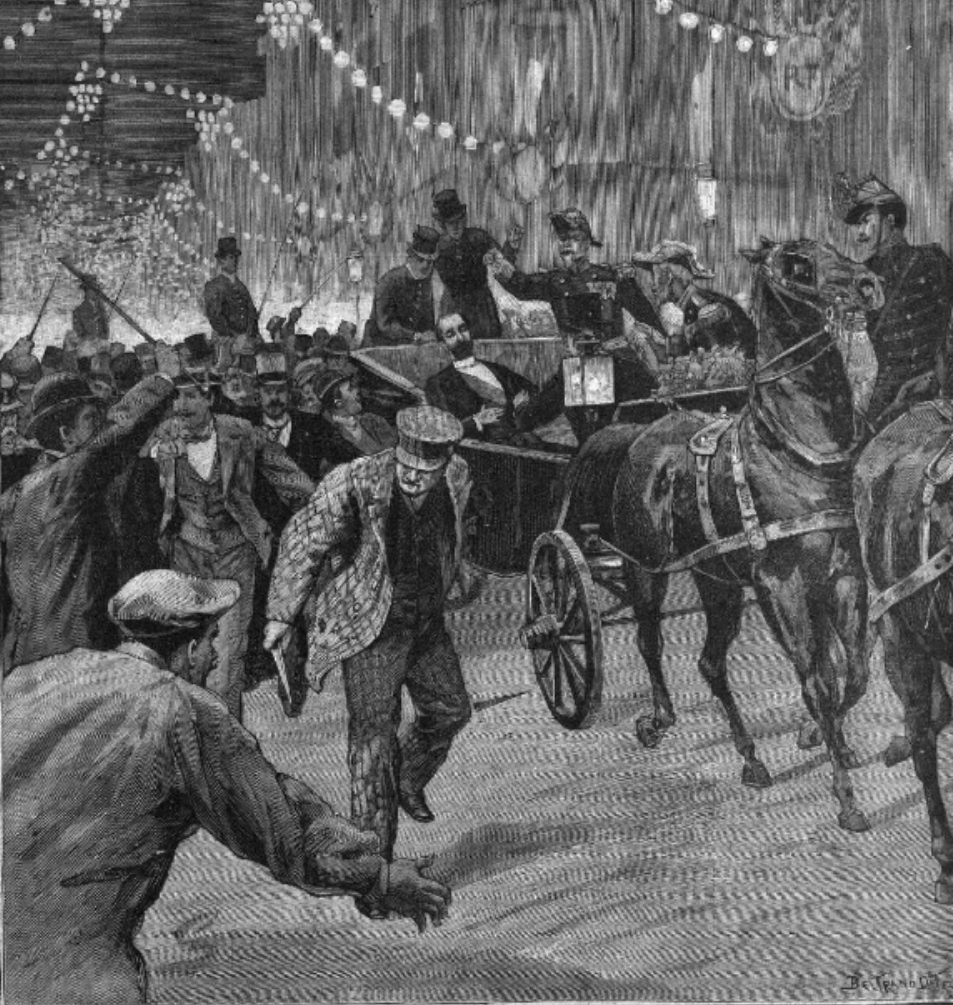
Représentation de l'assassinat de Sadi Carnot dans Le Petit Parisien : supplément illustré (8 juillet 1894)

#### Attentat et assassinat de Sadi Carnot
À partir de ce moment, il n'est plus vu jusqu'à l'attentat, ce qui est relativement important pour la compréhension de l'attaque à venir, étant donné qu'il est probable que - contrairement à ce que soutient Caserio lors de son procès - l'anarchiste soit aidé ou coordonné avec un petit groupe d'anarchistes lyonnais pour mettre en place son complot,.  
Peu avant 21 heures, Caserio est placé sur le trajet du président Carnot à l'endroit précis où il serait capable de l'assassiner, c'est-à-dire à droite du cortège, dans le sens contraire au sens de la marche. La voiture, qui part du Palais du Commerce, s'engage dans la rue où se trouve l'anarchiste, au milieu d'une foule de personnes qui acclament et se pressent autour d'elle.   

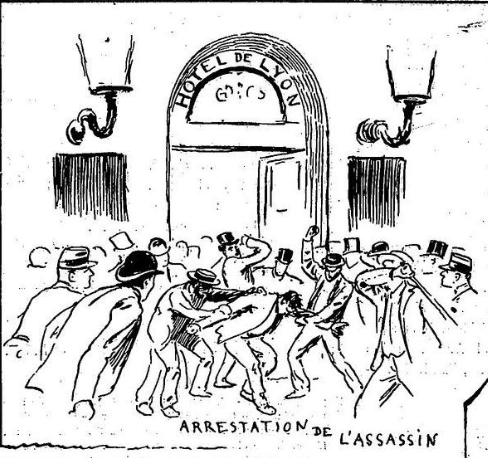
Arrestation de Caserio, L'Univers illustré (30 juin 1894)

Lorsque les derniers cavaliers de l'escorte passent devant lui, Caserio - masqué d'une casquette, pousse les deux personnes devant lui et se jette sur le président ; la lame de son poignard étant dissimulée dans un journal. Il donne un coup unique et fort de sa main droite et crie : « Vive la Révolution ! » Il s'enfuit ensuite, alors que le président tombe sur le dos et perd connaissance et que le maire de Lyon, Antoine Gailleton ne comprend d'abord pas ce qu'il vient de se produire - pensant qu'on vient de jeter un bouquet de fleurs sur le président. Caserio parvient presque à s'enfuir mais, criant « Vive l'anarchie » pendant sa fuite, l'escorte qui l'a dépassé se retourne pour l'arrêter et il ne parvient pas à rejoindre et se perdre dans la foule, qui se ferme devant lui. La foule se jette sur lui pour le saisir et le bat avant que des policiers ne l'arrêtent tandis que Carnot est transféré d'urgence à l'Hôtel Dieu,. Touché au foie sur deux endroits, il n'a que peu de chances de survie et meurt quelques heures plus tard, le 25 juin 1894 vers 0h30.  

#### Suites

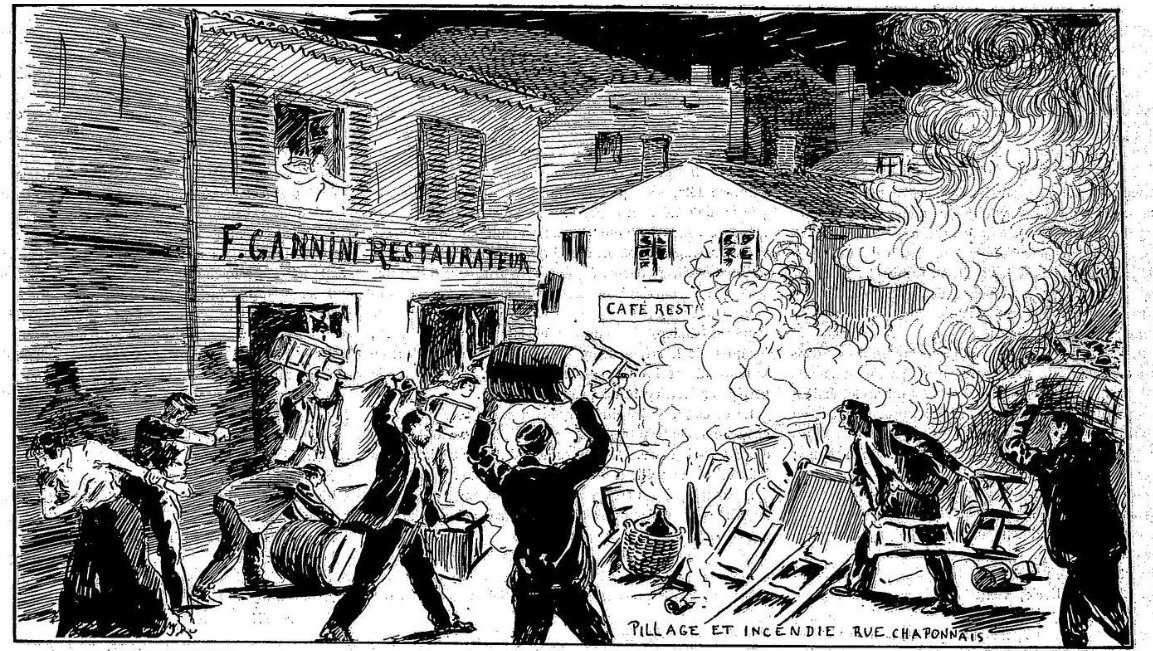
Représentation des émeutes anti-italiennes à Lyon, L'Univers Illustré (30 juin 1894)

L'action de Caserio provoque un mouvement d'émeutes xénophobes anti-italiennes importantes à Lyon dès que l'opinion publique lyonnaise est informée de la mort du président et de l'identité de l'assassin,. Dès le soir de l'attentat, les lieux de rassemblement d'Italiens à Lyon sont attaqués, le consulat est investi et doit être protégé par la police - qui est débordée face à l'ampleur des violences ethniques. Les biens des Italiens de la ville et leurs commerces sont pillés dans les jours qui suivent. L'attentat provoque un choc important dans une partie de la population française, qui rend hommage à Carnot - toutefois, dans les violences populaires qui succèdent à l'attentat, ce sont davantage les Italiens qui sont visés que les anarchistes. L'acte de Caserio est le dernier attentat de l'Ère des attentats et l'un de ses plus marquants.  
Les anarchistes lyonnais sont inquiets de la répression et tendent à ne pas soutenir l'attentat ouvertement, un certain nombre d'entre eux sont rapidement perquisitionnés et arrêtés, avant d'être remis en liberté.   

### Enquête et procès

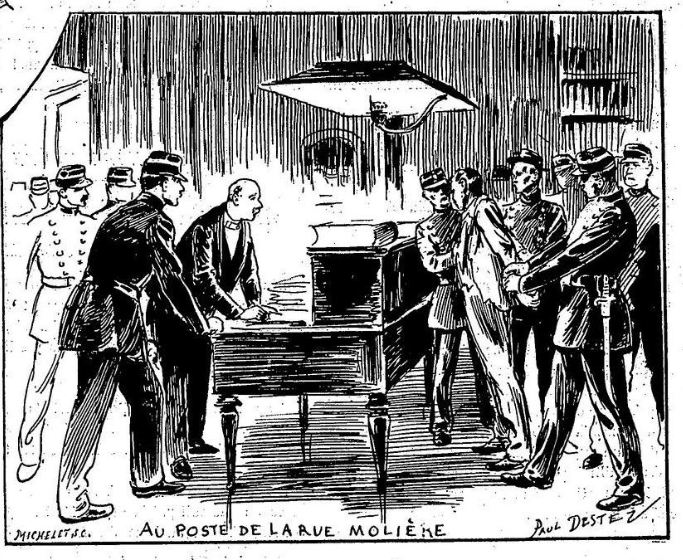
Représentation de l'interrogatoire de Caserio, L'Univers Illustré (30 juin 1894)

Caserio est interrogé à Lyon par le juge d'instruction Benoist. Il nie connaître un seul anarchiste en France, à Sète, Lyon ou Vienne. Il parle de son voyage depuis l'Italie mais jamais de ses liens potentiels avec d'autres militants, refusant de répondre aux questions qui concernent ces points. De manière étrange, lors des confrontations préalables à son procès, Guillaume Vaux, qui lui aurait vendu le poignard utilisé, déclare qu'il ne le reconnaît pas et qu'il ne s'agit pas de la personne venue lui acheter le poignard. Il soutient aussi que le poignard aurait été acheté la veille et pas par Caserio en fin de matinée. Caserio n'est pas d'accord avec ce témoignage et arrive à décrire relativement correctement l'intérieur de l'armurerie de Vaux, ce qui fait que ce dernier accepte finalement son témoignage. Le juge fait de manière générale peu attention aux éléments intéressants de l'enquête et la « bâcle et l'expédie », pour que Caserio puisse passer en procès le plus vite possible. Ainsi, un soldat incarcéré pour insoumission, qui se trouve à l'hôpital en février 1894 en même temps que Caserio soutient l'avoir entendu préparer l'attentat contre Carnot avec Saurel - les deux auraient notamment discuté du fait qu'une bombe ne serait pas la meilleure manière de tuer leur cible, et qu'il faudrait le cibler pendant l'exposition coloniale organisée quelques mois plus tard, ce que l'anarchiste nie avec vigueur. Cependant, le juge ne traite pas ce témoignage avec attention et considérant probablement qu'il s'agit d'une rumeur lancée pour obtenir une remise de peine, le laisse de côté. 

Le procès de l'anarchiste s'ouvre le 2 août 1894 et est présidé par le juge Breuillac, qui commence le procès par une déclaration à charge contre l'accusé. Berthoud met en évidence des réponses lors du procès où il déclare avoir ciblé Carnot à la fois en tant que président et donc représentation de l'État et comme responsable personnel des répressions. Il déclare par exemple : 

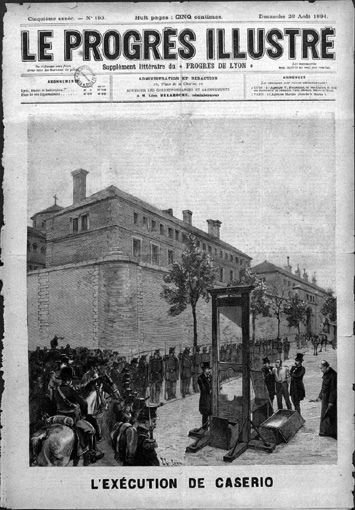
L'exécution de Caserio dans Le Progrès illustré.

« – Je ne sais pas si M. Carnot était riche ou non. Ce que je sais, c'est qu'il représentait toute la société bourgeoise, toute la justice bourgeoise. Et s'il faisait la charité aux pauvres, il la faisait avec de l'argent qu'on lui donnait au moyen de taxes payées par les gens qui travaillent.
– Avez-vous pensé, en frappant cet homme, au milieu des exclamations de la foule, qu'il avait une épouse et des enfants dont il était tendrement aimé ?
– Je n'ai pas pensé à la femme et aux enfants de M. Carnot, puisque lui non plus n'a pas pensé aux femmes et aux enfants des milliers d'anarchistes qui ont été arrêtés, et il n'a pas non plus pensé à la fille de Vaillant. »

Caserio répète ce rappel à la fille de Vaillant, Sidonie Vaillant, à d'autres reprises. Il dit aussi se venger de l'exécution d'Émile Henry et de Ravachol. L'anarchiste assume entièrement l'attentat et refuse de parler de liens potentiels avec d'autres anarchistes ; il déclare avoir agi seul. Il se dispute avec son avocat, qui essaie de le présenter comme ayant de graves problèmes psychologiques, et donc qu'il serait irresponsable pénalement - ce qui n'est pas sa stratégie de défense, lui déclarant qu'il est responsable pénalement et qu'il a agi pour des motivations politiques. Il n'a que peu de chances d'échapper à la peine de mort, le caractère unilatéral et expédié du procès étant remarqué par des participants comme Henri Varenne. Il est condamné à mort le lendemain après vingt minutes de délibération. Son avocat fait une demande de vice de forme à cause de l'intervention partiale du juge au début du procès, elle est refusée. Il s'exclame « Vive l'anarchie ! » alors qu'il est emmené hors du tribunal.

### Exécution et suites

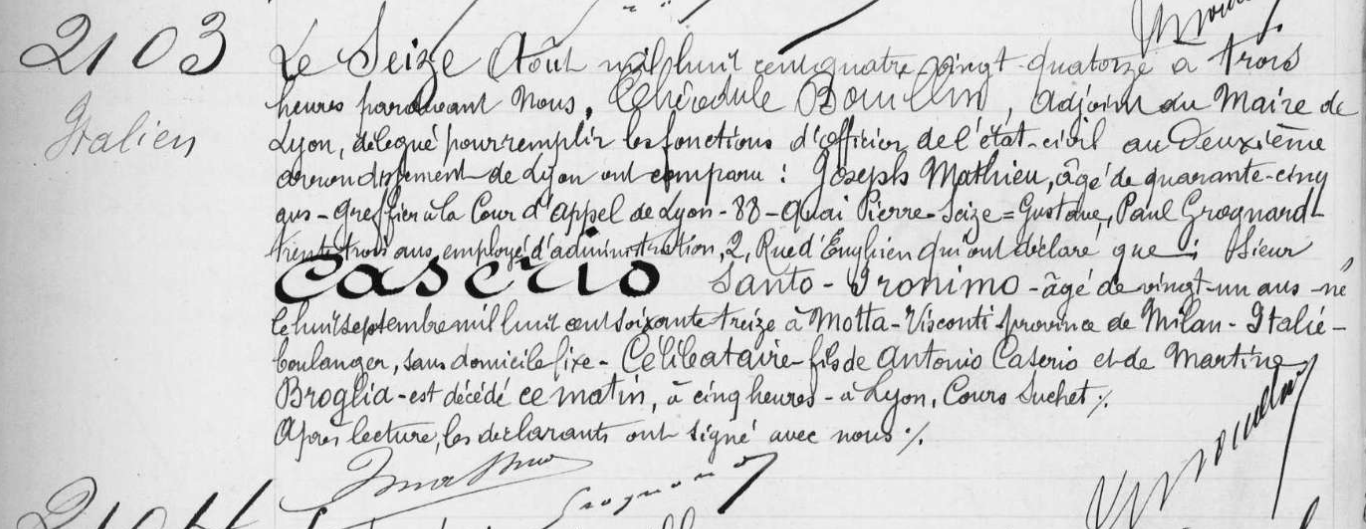
Certificat de décès de Sante Caserio, Archives municipales de Lyon (16 août 1894)

Caserio refuse de signer un recours en grâce ou un pourvoi en cassation et attend son exécution avec anxiété. Le 9 août, il signe un document où il déclare ne pas vouloir donner son corps à la science - un moyen d'éviter le sort d'Émile Henry, moqué par les médecins qui autopsient son cadavre. L'anarchiste refuse aussi de recevoir le prêtre de Motta-Visconti qui vient le visiter en prison. Le 15 août, Caserio écrit son dernier texte, qui est adressé à sa sœur. Il lui dit :

« Voici mon dernier écrit, chère sœur, que je puisse t’envoyer, et quand tu liras mes dernières paroles écrites, ma tête sera tombée sur la guillotine ! Ne crois pas ceux qui te diront que je suis un assassin, mais pense que c’est pour un grand idéal que je vais à la mort.
Aujourd'hui tu es jeune, mais il viendra un jour où tu seras forcée de lutter contre la misère, et alors tu sauras pourquoi ton frère est mort ! »

Le lendemain matin, à 4h30 environ, il est réveillé par les gardes, refuse une nouvelle fois toute assistance religieuse, puis est mené à la guillotine sans un mot de sa part. Arrivé devant l'instrument, il déclare quelques mots en italien qui pourraient être soit « Vive l'anarchie » soit « Je ne veux pas » avant d'être exécuté. Sa tête tombe dans le panier au bas de la guillotine tandis que la foule pressée pour assister à son exécution applaudit, un phénomène rare dans ce type d'événements. En apprenant sa mort, son grand frère, Giovanni, se suicide.

### Vidéographie
- Christian Mottier, Anarchie et Terrorisme, Temps présent, Radio télévision suisse, 3 avril 1970, voir en ligne.

### Radio
- Jean Lebrun, Philippe Pelletier, Les anarchistes : le moment terroriste, et après ?, France Inter, 26 novembre 2015, écouter en ligne.

### Notices
- Dictionnaire biographique du mouvement ouvrier français, « Le Maitron » : notice biographique.
- Encyclopédie Larousse : notice biographique.